# Зінченко Олег Юрійович
Оле́г Ю́рійович Зі́нченко (1981—2023) — український військовослужбовець Національної гвардії України, учасник російсько-української війни.

## Життєпис
Народився 1981 року, проживав у місті Запоріжжя. Закінчив запорізьку школу № 78. Виготовляв меблі, був червонодеревником. Здобув розряд кандидата у майстри спорту з кікбоксингу.
На початку повномасштабної війни пішов до Національної гвардії України. Служив у військовій частині 3027 «Буревій». У вересні 2023 року приїхав у відпустку додому — в них із дружиною Оленою народилася донька Анна.
Загинув 6 грудня 2023 року.
Похований в Запоріжжі.
Без Олега лишилися мама, брат, дружина, дві доньки і син від першого шлюбу.

## Нагороди
- орден «За мужність» III ступеня (2024, посмертно)[1]